# 다이몬촌 (사이타마현)
다이몬촌(大門村)은 사이타마현 기타아다치군에 존재했던 촌이다.

## 지리
사이타마현 중앙(기타아다치) 지역의 남동부에 위치한다. 옛 마을의 동쪽을 아야세가와강이, 서쪽 고원의 가장자리를 미누마대용수 동쪽 가장자리가 각각 북쪽에서 남쪽으로 흐른다. 또한 마을 서쪽은 시바강과 가깝다. 아야세가와에 가까운 동부와 미누마 대용수・시바가와에 가까운 서부는 충적평야로 되어 있다. 그 사이에 낀 중앙부는 남북으로 뻗은 오미야 대지 하토가야 지대 위에 위치한다. 
마을을 남북으로 닛코오나리 가도(현 사이타마현 도로 105호 사이타마 하토가야선)가 관통하고 있다. 에도 시대, 다이몬에는 닛코 오나리 가도의 역참인 다이몬주쿠가 있었다. 

## 역사
- 1889년 4월 1일 - 정촌제 시행에 의해 기타아다치군 다이몬촌이 성립하였다.
- 1956년 4월 1일 - 도즈카촌, 노다촌과 합병해, 미소노촌이 성립해, 다이몬촌은 소멸하였다.
- 1962년 5월 1일 - 미소노촌은 우라와시, 가와구치시에 편입되었다.

## 참고문헌
- 「角川日本地名大辞典」編纂委員会『角川日本地名大辞典 11 埼玉県』角川書店、1980年7月8日。ISBN 4040011104。
- 浦和市総務部市史編さん室『わがまち浦和―地域別案内』浦和市、1982年11月30日。